# Добрынин, Никита Юрьевич
Никита Юрьевич Добрынин (укр. Нікіта Юрійович Добринін; Влад Вакулович; род. 30 декабря 1987, Провидения, СССР) — украинский теле- и радиоведущий, бывший главный редактор мужского журнала XXL, главный герой шоу «Холостяк» на СТБ (2019).

## Биография
Никита Добрынин родился 30 декабря 1987 года в пгт. Провидения, Чукотский автономный округ. В 1991 вместе с семьей переехал в Черновцы.

#### Образование
В 2004 поступил в Черновицкий национальный университет имени Юрия Федьковича на факультет Журналистики.
В 2009 году окончил университет с отличием. На протяжении учёбы принимал активное участие в жизни университета, вел мероприятия, участвовал в конкурсах художественной самодеятельности.

## Карьера
В 2008 Никита переезжает в Киев и становится ведущим «Русского радио Україна», после чего и началась его успешная карьера как радио-, так и телеведущего.
В 2014 году Никита Добрынин впервые попадает в телеэфир и становится ведущим хит-парада на телеканале М1.
С 2017 года возглавляет редакцию мужского глянцевого журнала XXL.

### Радио
2008 год — настоящее время — ведущий эфира и хит-парада «Золотой Граммофон» на Русском Радио Украина — одной из крупнейших станций радиохолдинга ТАВР Медиа.

### Телевидение
Телеканал М1
- 2014 — настоящее время — ведущий хит-парада «Золотой Граммофон»
- 2014 — настоящее время — ведущий утреннего шоу «Guten Morgen»

Интер
- 2013 — ведущий свадебного шоу-квеста «Шалене весілля»
- 2013 — голос программы программы «С Новым утром»
- 2013 — голос дневников танцевального шоу «Майдан’s»

Телеканал 1+1
- 2011 — ведущий шоу «Я Люблю Україну» с Юрием Горбуновым и Оксаной Гутцайт
- 2011 — 3G-Репортер вокального шоу «Голос Країни», онлайн-проект телеканала
- 2011 — ведущий программы «Дикі і смішні»

MTV Украина
- 2012 — ведущий шоу «Open Space»
- 2012 — ведущий программы «Про Кино»

Первый Национальный
- 2010—2011 — ведущий программы «Так просто»
- 2010 — ведущий шоу «Магия Цирка»

ТРК «Черновцы»
- 2008 — ведущий проекта «Бильярдный клуб»
- 2006 — ведущий развлекательной программы «2Ю»

ТНТ
- 2021 — ведущий проекта «Холостяк»[1]

### Кино
Летом 2018-го Никита Добрынин принял участие в съемках украинской комедии «Продюсер». По сюжету он исполняет роль банкира. Премьера кинокомедии «Продюсер» состоялась 14 февраля 2019 года.

## Шоу «Холостяк»
Никита Добрынин стал главным героем 9-го сезона реалити-шоу «Холостяк» на телеканале СТБ. Шоу вышло в телеэфир весной 2019 года.
В финале проекта он остановил свой выбор на Дарье Квитковой, которой вскоре сделал предложение стать его женой. Свадьба состоялась 12 августа 2020 года. 13 июля 2021 года родился сын Лев.